# Z级潜艇
Z级潜艇建设于第二次世界大战之后，是一种常规动力的大型远洋潜艇，蘇聯设计代号为611型。它借鉴了很多德国U-XXI型潜艇的设计思路，所以带有很多U-XXI型的特征。Z级潜艇1947年于叶哥罗夫领导的CHKB-18船只设计局开始设计，1950年开始建造，首艇于1952年下水服役。Z级潜艇有几个改进型，都是在Z级的基础上进行了修改和完善，如拆除甲板炮，增加通气管等，其中Z-V型是装备弹道导弹的弹道导弹潜艇。
1954年1月26日，苏联政府下令首先改造量产型的611型常规潜艇（北约称之为“祖鲁”级），由第16中央设计局（总设计师Н.Н.伊萨宁）负责，使其能安装D-1发射装置. 1955年9月，由611型潜艇改造的世界上第一艘导弹潜艇B-67号艇下水，潜艇上安装了D-1发射系统，配备2枚R-11FM潜射导弹。R-11FM导弹使用D-1型潜艇发射系统，由V.P.马克耶夫领导的第385专业设计局负责。R-11FM单级液体燃料（煤油）导弹射程约150公里，圆概率误差0.75公里，只能在水面状态下发射，且需预先将导弹从贮存井中升起。弹头采用RDS-4核装药，爆炸威力1万吨，由第11设计局设计。1955年9月21日，该艇进行了世界上首次弹道导弹的潜艇发射。到1959年，共建造6艘V-611（或称A611,611AV,АV611）型潜艇，北约代号ZULU V 。尽管这些潜艇的意义仅限于战役层次，但为苏联导弹潜艇干部队伍的组建、战斗勤务和战斗巡逻的组织、导弹潜艇部队岸上设施的建设都发挥了巨大作用。611型潜艇服役时间并不长，1967年就退役了。在这期间，共进行了77次训练发射，其中成功59次。